# البريكة (شبام)

تعديل مصدري - تعديل

البريكة هي إحدى قرى وادي بن علي بمديرية شبام التابعة لمحافظة حضرموت،يحدها من الشرق جبل شقرون ويحدها من الغرب ساقية البريكة والمسيال ويحدها من الجنوب يحي البريكة وذبور شقرون ومن الشمال ذبور البريكة وام لرباع  وتعد سدة البريكة من المناطق المحصنة بسور عظيم حيث يوجد بها اربع سدد تحميها حيث تمثلان السدتان الشماليه والقبلية المدخل الريئسي والسدتان الشرقيه والجنوبيه مداخل فرعيه وتمتاز البريكة بكثافة اشجار النخيل والاراضي الزراعيه التي تعتمد على مياة السيول والأمطار وتقطنها قبيلة بني سعد القضاعية  بلغ تعداد سكانها 220 نسمة حسب تعداد اليمن لعام 2004.